# لاونا (ويسكونسن)
لاونا (بالإنجليزية: Laona, Wisconsin)‏ هي بلدة تقع بولاية ويسكونسن في الولايات المتحدة. تبلغ مساحتها 278.5 (كم²)، وترتفع عن سطح البحر 479 م، بلغ عدد سكانها 1212 نسمة في عام 2010 حسب إحصاء مكتب تعداد الولايات المتحدة .

## ديموغرافي
حسب إحصاء سكان لعام 2000, كان هناك في لاونا (ويسكونسن) 1,367 نسمة, 564 منزلاً و 395 أسرة يسكنون في المدينة.

## وصلات خارجية
- The US50 - Cities and Towns in Wisconsin State
- Wisconsin Cities and Towns, Facts, Map, Flag, Colleges, Government, and More